# 1580
| [ Edytuj tabelę ]              | |
| Król Polski                    | - 1575 Anna Jagiellonka 1587 - 1575 Stefan Batory 1586                                                                                               |
| Współksiążęta Andory           | - 1580 Hug Ambrós de Montcada 1586 - 1572 Henryk IV Burbon 1610                                                                                      |
| Król Anglii                    | - 1558 Elżbieta I 1603 |
| Elektor Brandenburgii          | - 1571 Jan Jerzy 1598 |
| Książę Bawarii                 | - 1579 Wilhelm V 1597 |
| Sułtan Brunei                  | - 1575 Saiful Rijal 1600 |
| Cesarz Chin                    | - 1572 Wanli 1620 |
| Król Czech                     | - 1576 Rudolf II Habsburg 1611 |
| Król Danii                     | - 1559 Fryderyk II 1588 |
| Dalajlama                      | - 1543 Sonam Gjaco 1588 |
| Cesarz Etiopii                 | - 1563 Sertse Dyngyl 1597 |
| Król Francji                   | - 1574 Henryk Walezy 1589 |
| Król Hiszpanii                 | - 1556 Filip II 1598 |
| Landgraf Hesji-Kassel          | - 1567 Wilhelm IV Mądry 1592 |
| Stadhouder Holandii            | - 1574 Wilhelm Orański 1584 |
| Szach Iranu                    | - 1577 Mohammad Chodabande 1587 |
| Państwo Wielkich Mogołów       | - 1556 Akbar 1605 |
| Cesarz Japonii                 | - 1557 Ōgimachi 1586 |
| Kalif                          | - 1574 Murad III 1595 |
| Patriarcha Konstantynopola     | - 1579 Metrofan III 1580 - 1580 Jeremiasz II Tranos 1584                                                                                             |
| Władca Korei                   | - 1567 Sŏnjo 1608 |
| Książę Kurlandii i Semigalii   | - 1561 Gotthard Kettler 1587 |
| Sułtan Maroka                  | - 1578 Ahmad al-Mansur 1603 |
| Senior Monako                  | - 1532 Honoriusz I 1581 |
| Król Nawarry                   | - 1572 Henryk III 1610 |
| Król Norwegii                  | - 1559 Fryderyk II 1588 |
| Sułtan Omanu                   | - 1560 Abd Allah ibn Muhammad 1624 |
| Elektor Palatynatu             | - 1576 Ludwik VI 1583 |
| Papież                         | - 1572 Grzegorz XIII 1585 |
| Książę Parmy i Piacenzy        | - 1556 Oktawiusz Farnese 1586 |
| Król Portugalii                | - 1578 Henryk I 1580 |
| Książę w Prusach               | - 1568 Albrecht Fryderyk 1618 - 1578 Jerzy Fryderyk (regent) 1603                                                                                    |
| Car Rosji                      | - 1547 Iwan IV Groźny 1584 |
| Cesarz Rzymski (niemiecki)     | - 1576 Rudolf II Habsburg 1612 |
| Kapitanowie Regenci San Marino | - 1579 Lodovico Belluzzi Giovanni Calcigni 1580 - 1580 Pier Paolo Corbelli Marino Bonelli 1580 - 1580 Giambattista Belluzzi Sinibaldo Sinibaldi 1581 |
| Elektor Saksonii               | - 1553 August Wettyn 1586 |
| Król Szkocji                   | - 1567 Jakub VI 1625 |
| Król Szwecji                   | - 1569 Jan III Waza 1592 |
| Król Tajlandii                 | - 1569 Maha Thammaracha Thirat 1590 |
| Sułtan Turków                  | - 1574 Murad III 1595 |
| Doża Wenecji                   | - 1578 Nicolò da Ponte 1585 |
| Król Węgier                    | - 1576 Rudolf II 1608 |

Rok 1580 / MDLXXX
stulecia: XV wiek ~
XVI wiek ~
XVII wiek

lata: 1570 «
1575 «
1576 «
1577 «
1578 «
1579 «
1580
» 1581
» 1582
» 1583
» 1584
» 1585
» 1590

## Wydarzenia w Polsce
- 4 stycznia – w Warszawie zakończył obrady sejm zwyczajny[1].
- 5 stycznia – król Stefan Batory zunifikował systemy monetarne Korony i Wielkiego Księstwa Litewskiego.
- 29 maja – za zasługi w obronie wiary katolickiej i jako zachęta do dalszych działań, szczególnie przeciwko Turkom i Tatarom, papież Grzegorz XIII nadał królowi Stefanowi Batoremu tytuł Fidei Defensor (Obrońca Wiary).
- 12 lipca – opublikowano przetłumaczoną na język staro-cerkiewno-słowiański Biblię ostrogską, pierwsze wydanie Biblii w języku słowiańskim.
- 7 sierpnia - wojska Stefana Batorego zdobyły moskiewski zamek Wieliż
- 16 sierpnia - wojska Stefana Batorego zdobyły moskiewski zamek Uświat
- 1-5 września – wojna polsko-rosyjska: oblężenie Wielkich Łuk.
- 20 września – wojna polsko-rosyjska: polska jazda pod dowództwem księcia Janusza Zbaraskiego rozbiła kawalerię rosyjską w bitwie pod Toropcem.
- 30 września - wojska Stefana Batorego zajęły Newel
- 5 października - rozpoczęcie oblężenia zamku Zawołocze
- 12 października - wojska Stefana Batorego zajęły moskiewski zamek Ozieryszcze
- 23 października - wojska Stefana Batorego pod dowództwem Stefana Zamoyskiego zdobyły moskiewski zamek Zawołocze
- 8 grudnia – Lipsk otrzymał prawa miejskie.

- Założenie miasta Zamościa.
- Powstał Sejm Czterech Ziem (Waad Arba Aracot) - najwyższy organ samorządu żydowskiego w Polsce.
- Pierwsze krakowskie wydanie dzieła „Melodiæ ná pſalterz polski, przez Mikoláiá Gomólke vczynioné”.

## Wydarzenia na świecie
- 6 kwietnia – miało miejsce trzęsienie ziemi o sile 5,7-5,8 stopnia w skali Richtera z epicentrum pod dnem kanału La Manche, jedno z największych w historii Anglii, północnej Francji i Flandrii.
- 28 kwietnia – Mustafa Lala Pasza został wielkim wezyrem tureckim.
- 15 czerwca – Król Hiszpanii Filip II Habsburg skazał na banicję stadhoudera Niderlandów Wilhelma I Orańskiego i wyznaczył nagrodę za jego głowę.
- 25 czerwca – w Dreźnie została wydana Księga zgody, zbiór ksiąg symbolicznych kościoła luterańskiego.
- 25 sierpnia – miała miejsce bitwa nad Alcântarą, w której Hiszpanie pokonali Portugalczyków w wojnie o sukcesję portugalską.
- 5 września – wojna polsko-rosyjska: wojska polsko-węgierskie zdobyły Wielkie Łuki. W trakcie rabowania palącej się twierdzy doszło do eksplozji prochowni, w wyniku której zginęło 200 Polaków i Węgrów oraz większość załogi moskiewskiej.
- 26 września – „Złota Łania”, flagowy okręt Francisa Drake’a, zawinęła do portu Plymouth, kończąc podróż dookoła świata.
- 5 października – wojna polsko-rosyjska: wojsko polskie rozpoczęło oblężenie Zawołocza.
- 26 listopada – hugenoci zawarli pokój z katolikami we Francji.

- We Francji ukazało się pierwsze wydanie Prób Michaela de Montaigne.

## Urodzili się
- 6 stycznia – John Smith (żołnierz), angielski żołnierz, kolonizator, gubernator Wirginii, badacz wybrzeży Ameryki Północnej (zm. 1631)
- 16 lutego – Giovanni Battista Deti, włoski kardynał (zm. 1630)
- 6 marca – Karol I Gonzaga, książę Nevers i Rethel (zm. 1637)
- 31 marca – Bogusław XIV, książę na Darłowie (zm. 1637)
- 18 kwietnia
  - Thomas Middleton, angielski dramaturg epoki Jakuba I (zm. 1627)
  - Pedro Orrente, hiszpański malarz doby baroku (zm. 1645)
- 9 czerwca – Daniel Heinsius, holenderski poeta, filolog i historiograf pochodzenia flamandzkiego (zm. 1655)
- 12 czerwca – Adriaen van Stalbemt, flamandzki malarz (zm. 1662)
- 14 czerwca – Elżbieta Magdalena pomorska, księżniczka pomorska, księżna kurlandzka, córka Ernesta Ludwika z dynastii Gryfitów (zm. 1649)
- 25 czerwca – Piotr Klawer, hiszpański jezuita, misjonarz, święty katolicki (zm. 1654)
- 5 lipca – Carlo Contarini, doża wenecki od 1655 roku (zm. 1656)
- 6 lipca – Johann Stobäus, muzyk i kompozytor królewiecki (zm. 1646)
- 24 sierpnia – Constantin Ferber III, burmistrz i burgrabia królewski w Gdańsku (zm. 1654)
- 14 września – Francisco de Quevedo y Villegas, hiszpański poeta barokowy, polityk, patriota (zm. 1645)
- 20 października – Piotr Krüger, gdański astronom, matematyk i odkrywca (zm. 1639)
- 30 października – Dirk Hartog, holenderski kupiec, żeglarz i odkrywca (zm. 1621)

- Data dzienna nieznana: 
  - Osias Beert, flamandzki malarz martwych natur (zm. 1624)
  - Gábor Bethlen, książę Siedmiogrodu w latach 1613–1629 (po wymarciu rodu Batorych), książę opolski (zm. 1629)
  - Filip Clüver, niemiecki geograf okresu odrodzenia, twórca geografii historycznej (zm. 1622)
  - Louis Finson, flamandzki malarz okresu wczesnego baroku (zm. 1617)
  - Jan Jurkowski, poeta, lekarz medycyny (zm. 1639)
  - Zacharias Janssen, holenderski optyk, w roku 1590 skonstruował (wspólnie z ojcem Hansem) z dwóch soczewek mikroskop (zm. 1632)
  - Marek Križ, duchowny katolicki, kanonik strzygomski, święty (zm. 1619)
  - Jozafat Kuncewicz, unicki arcybiskup połocki, bazylianin, święty katolicki (zm. 1623)
  - Giovanni Paolo Maggini, włoski lutnik (zm. 1632)
  - Massasoit, wódz północnoamerykańskiego plemienia Indian Wampanoagów (zm. 1661)
  - Stanisław Bonifacy Mniszech, starosta sanocki, lwowski, poseł (zm. 1644)
  - Szymon Okolski, polski dominikanin, teolog, historyk i heraldyk (zm. 1653)
  - Willem Corneliszoon Schouten, żeglarz holenderski, który poszukiwał przejścia łączącego Atlantyk z Pacyfikiem (zm. 1625)
  - Aleksander Słuszka, starosta rzeczycki, łojowski, mozyrski (zm. 1647)
  - Willebrord Snell, holenderski astronom i matematyk (zm. 1629)
  - Agnieszka Takeya, japońska męczennica, błogosławiona katolicka (zm. 1622)
  - Aert van Antum, holenderski malarz pochodzenia flamandzkiego, marynista (zm. 1620)
  - Hendrik van Steenwijck Młodszy, flamandzki malarz barokowy (zm. 1649)
  - John Webster, angielski dramaturg (zm. 1634)
  - Jan Jakub Wejher, wojewoda chełmiński i malborski (zm. 1626)
  - Klara Yamada, japońska męczennica, błogosławiona katolicka (zm. 1622)

## Zmarli
- 18 stycznia – Antonio Scandelli, kompozytor pochodzący z Włoch (ur. 1517)
- 31 stycznia – Henryk I Kardynał, król Portugalii (ur. 1512)
- styczeń – Wojciech Staroźrebski Sobiejuski, kanonik płocki i włocławski, archidiakon dobrzyński i krakowski (ur. ok. 1517)
- 10 czerwca – Luís de Camões, renesansowy poeta, prekursor baroku, wedle tradycji największy pisarz w literaturze portugalskiej (ur. ok. 1524)
- 1 kwietnia – Alonso Mudarra, hiszpański kompozytor i wirtuoz vihueli okresu renesansu (ur. 1510)
- 11 lipca – Heinrich Paxmann, niemiecki lekarz, etnolog i uczony (ur. 1531)
- 1 sierpnia – Everard Mercurian, był czwartym generałem zakonu jezuitów (ur. 1514)
- 7 sierpnia – Mustafa Lala Pasza, był wodzem i politykiem w Imperium Osmańskim (ur. 1500)
- 19 sierpnia – Andrea Palladio, włoski architekt i teoretyk architektury (ur. 1508)
- 28 sierpnia – Antonín Brus z Mohelnice, czeski duchowny Kościoła katolickiego (ur. 1518)
- 30 sierpnia – Emanuel Filibert, książę Sabaudii (ur. 1528)
- 16 września – Amelia pomorska, księżniczka pomorska, córka Filipa I z dynastii Gryfitów (ur. 1547)
- 8 października – Hieronymus Wolf, niemiecki humanista i filolog (ur. 1516)
- 26 października – Anna Habsburg, królowa Hiszpanii i Portugalii (ur. 1549)
- 26 listopada – Hieronim Bużeński, żupnik krakowski, podskarbi wielki koronny (ur. ok. 1513)
- 1 grudnia – Giovanni Girolamo Morone, włoski duchowny, kardynał (ur. 1509)

- Data dzienna nieznana: 
  - Urszulka (prawdopodobnie), ukochana córka polskiego poety Jana Kochanowskiego (ur. 1575 lub 1576)
  - Barbara Kmita, właścicielka klucza sobieńskiego Leska, Olszanicy, Ustianowej (ur. ?)
  - Bernal Díaz del Castillo, podróżnik i konkwistador (ur. ok. 1494)
  - Jan Hajko, dworzanin, królewski, pisarz wielkoksiążęcy, marszałek hospodarski (ur. ok. 1510)
  - Raphael Holinshed, angielski kronikarz (ur. ?)
  - Piotr Kłoczowski, starosta małogoski, kasztelan zawichojski (ur. ok. 1541)
  - Ruy López, hiszpański ksiądz, jeden z najsilniejszych szachistów XVI wieku (ur. 1530)
  - Zofia ze Sprowy Odrowąż, polska szlachcianka herbu Odrowąż (ur. 1540)
  - Marcin Ossoliński, rotmistrz królewski (ur. ?)
  - Stanisław Pszonka, sędzia lubelski (ur. 1511)
  - Krzysztof Rozdrażewski, dworzanin króla Henryka Walezego, potem Stefana Batorego, rotmistrz wojsk polskich (ur. 1547)
  - Paweł Sapieha, syn Iwana i Hanny z Sanguszków (ur. ok. 1546)
  - Inés Suárez, konkwistadorka, jedna z założycielek Santiago de Chile (ur. 1507)